# Ehrenschachen

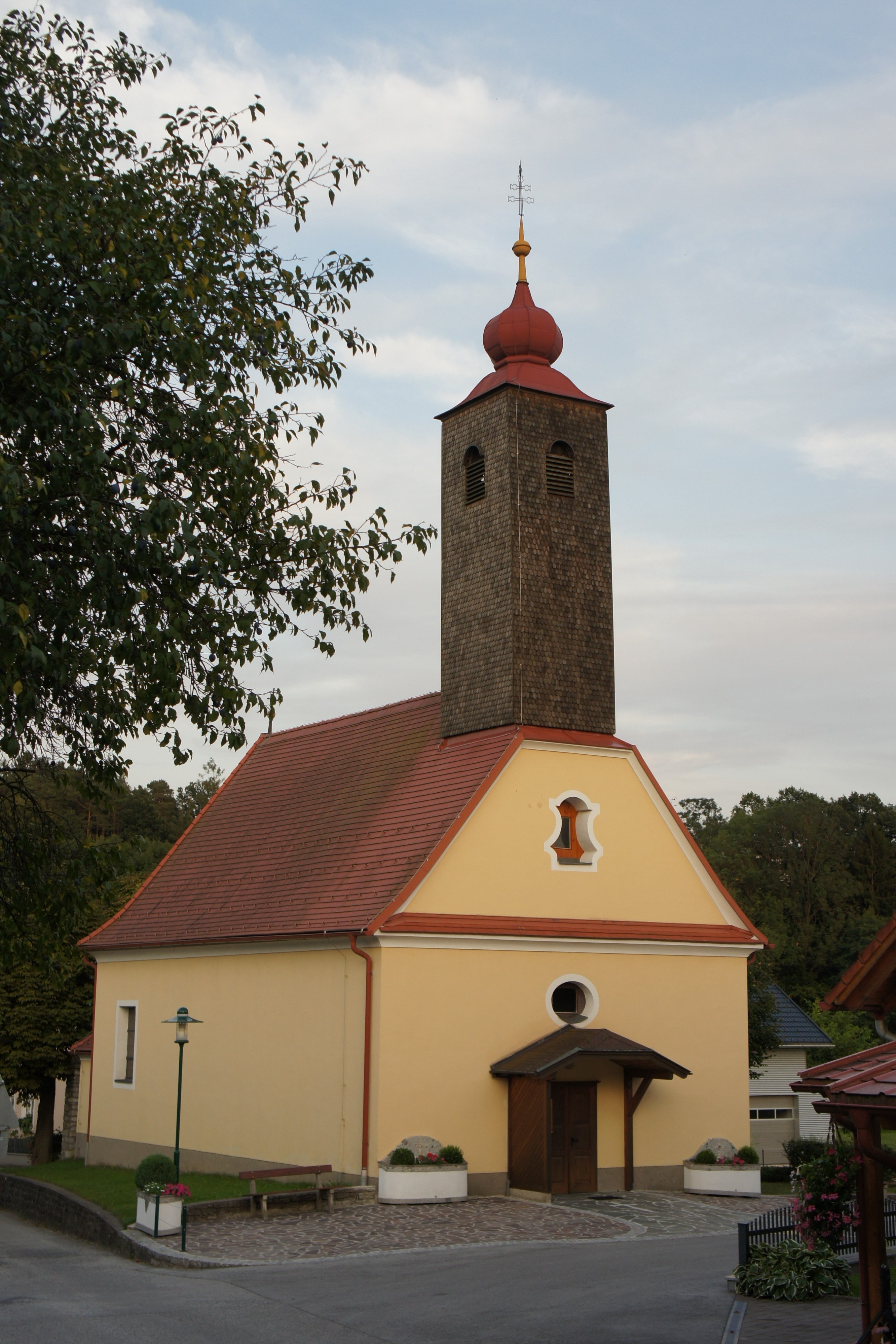
Ortskapelle Ehrenschachen

Ehrenschachen ist ein Ort mit 637 Einwohnern (Stand 1. Jänner 2024) in der Steiermark, Österreich. Er liegt im Bezirk Hartberg-Fürstenfeld in der Gemeinde Friedberg.
Ehrenschachen liegt auf ca. 466 m ü. A. im südlichen Gemeindegebiet von Friedberg, das landschaftlich dem südöstlichen Alpenvorland zugeordnet wird.
1968 wurde die Katastralgemeinde Ehrenschachen, die zuvor eine eigenständige politische Gemeinde war, mit Friedberg zusammengelegt. 